# Раймунд Беренгер III (граф Прованса)
Раймунд-Беренгар III (IV) (фр. Raimond-Bérenger III de Provence; ок. 1158 — 5 апреля 1181) — граф Сердани под именем Педро I в 1162—1168 годах, граф Прованса с 1173 года. Сын Рамона Беренгера IV, графа Барселоны, и Петронилы, королевы Арагона.
При рождении получил имя Педро. По завещанию отца унаследовал Сердань, Каркассон и права на Нарбонн, но ввиду малолетства в управлении этими землями не участвовал.
В 1168 году по просьбе своего старшего брата Альфонса II (или его опекунов) уступил Сердань и Каркассон младшему брату — Санчо. За это в 1173 году получил графство Прованс, в котором правил под именем Рамон-Беренгар. По нумерации — III, или IV — если включить в список графов Прованса его отца.
В 1176 году вместе с братьями участвовал в завоевании Ниццы. Затем вступил в войну с сеньорами Лангедока и Раймундом V Тулузским. Был убит под Монпелье людьми Адемара де Мюрвейля (Adhémar de Murveil).
После его смерти Альфонс II передал графство Прованс Санчо.